# 北美珍珠魚
北美珍珠魚（学名：Margariscus margarita）为輻鰭魚綱鯉形目雅羅魚科的其中一種，分布於北美洲加拿大卑詩省至新斯科細亞省、紐芬蘭及美國佛蒙特州和紐約州的哈德遜河流域，向南到維吉尼亞州的波托馬克河流域；密西根州、威斯康辛州、愛荷華州的密蘇里河上游流域，本魚身體細長，眼睛和嘴巴很小，背鰭、臀鰭和腹鰭各有八條鰭條。背部呈深綠色，側面呈銀色，腹面呈灰色或白色，在深秋和夏季之間，雄魚在側線下方的側面有明亮的橙紅色條紋，體長可達16公分，棲息在沙石底質的溪流、湖泊底層水域，屬雜食性，以藻類、甲殼類、水生昆蟲等為食，繁殖期在春季。